# Strahlgetriebenes Flugzeugmodell
Ein strahlgetriebenes Flugzeugmodell ist eine Form eines Flugmodells, das als Antrieb ein Strahltriebwerk verwendet, um möglichst originalgetreu zu wirken.

## Antrieb

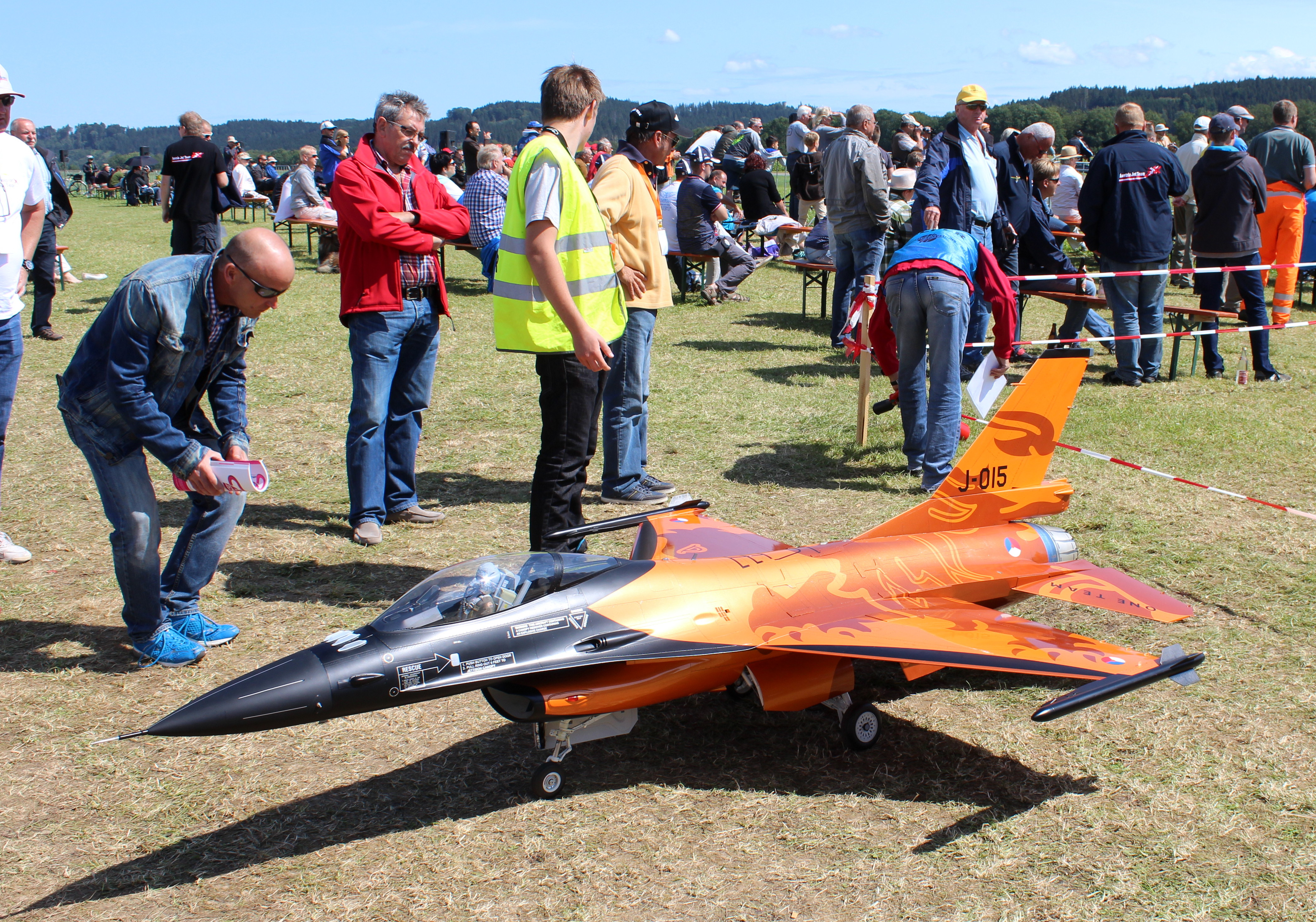
Modell einer General Dynamics F-16

Als Strahltriebwerk können verschiedene Triebwerkstypen zum Einsatz kommen:
- Modellstrahlturbine
- Pulso-Strahltriebwerk
- Elektro-Impeller
- Impeller mit Verbrenner-Antrieb
- Feststoff-Treibsatz (veraltet, in Deutschland nicht zugelassen)

Der heutige Antriebs-Trend geht auf Grund der Entwicklung eindeutig in Richtung Modellstrahlturbine sowie Elektro-Impeller. Pulso-Strahltriebwerke sind aufgrund des lautstärkebedingten Verbotes auf fast allen Modellflugplätzen eher eine Ausnahme. Verbrenner-Impeller-Antriebe weisen einen enormen Verschleiß des Antriebsmotors (2-Takt-Glühzünder) auf und weichen den Modellstrahlturbinen. Elektro-Impeller werden durch die heutige Leistungsfähigkeit der relativ neuen Lithium-Ionen-Polymer Akku-Technologie, verbunden mit leichten und hoch belastbaren bürstenlosen Motoren, immer beliebter.

## Modelltypen
Folgende Modelltypen finden Anwendung:
- Vorbildgetreue Jetmodelle, z. B. Nachbauten von zivilen und militärischen Flugzeugen
- Zweckmodelle, z. B. Trainermodelle, Speedmodelle